# La Cour de récré : Vive les vacances !
Série
La Cour de récré : Les Vacances de Noël
(2001)
Pour plus de détails, voir Fiche technique et Distribution.
La Cour de récré : Vive les vacances ! (Recess: School's Out), est un long-métrage d'animation des studios Disney. Sorti en 2001, il est basé sur la série La Cour de récré.
Ce sont enfin les vacances d'été et, alors que T.J. croyait pouvoir les passer avec ses amis, ces derniers partent en camp de vacances. Des choses bizarres se passent à l'école de la 3e rue : un laser est projeté dans le ciel. T.J. le voit et c'est alors qu'il décide d'appeler ses amis à la rescousse.

## Synopsis
Un groupe d'individus pénètre par effraction dans une base militaire et met la main sur un projet top-secret. Leur chef, décide par la suite d'établir leur base à l'école de la troisième rue, le dernier endroit où on pensera à les chercher, selon ses dires.
Durant le dernier jour d'école avant les grandes vacances, T.J. Detweiler accomplit sa dernière blague avec ses amis : redistribuer toutes les glaces que Muriel Finster, la surveillante, a confisqué durant l'année. Cela lui vaut de finir dans le bureau du Principal Peter Prickly. Alors que ce dernier fait la liste de toutes les blagues que T.J. a fait durant l'année, la cloche retentit annonçant le début des grandes vacances. Réuni avec ses amis avec qui il se voit déjà passer du temps avec eux, il déchante vite en apprenant qu'ils vont partir en camp de vacances pour tout l'été. Résigné à passer ses vacances seuls, T.J. est alors témoin d'une activité étrange dans l'école, où il aperçoit des scientifiques mener des expériences avec un rayon tracteur. Après en avoir parlé à ses parents et à la police, qui ne le croient pas, il part chercher le principal Prickly pour vérifier. Ce dernier s'y résout, mais au moment d'entrer dans le bâtiment, il est instantanément dématérialisé sous les yeux de T.J.
Désespéré, T.J décide de réunir ses amis en faisant chanter sa grande sœur Becky pour qu'elle le conduise vers leurs camps respectifs. Ils retournent tous avec lui à l'école de la troisième, mais après avoir récupéré une caisse contenant de la paperasse d'écoliers, ils accusent T.J. d'avoir menti pour les forcer à revenir. Cependant les dires de T.J. s'avèrent réels lorsqu'ils aperçoivent un laser géant émerger du toit de l'école. La bande d'amis se met d'accord pour organiser des nuits de surveillance afin de réunir des preuves. Plus tard, durant une enquête de jour, T.J. retrouve le pantalon du principal Prickly contenant un message d'appel à l'aide. La bande décide alors de s'infiltrer dans l'école pour le sortir de là, sous les yeux de Randall J. Weems qui part tout rapporter à Muriel Finster, la surveillante qui décide de s'y pencher à son tour.
Les enfants découvrent alors que l'auditorium de l'école a été transformé en gigantesque laboratoire et qu'ils utilisent le rayon laser sur la Lune. Repéré par les agents, la bande est forcée de fuir mais T.J. est capturé et emprisonné avec Prickly. Ils découvrent tous les deux que le chef de cet opération n'est d'autre que Phillium Benedict, un vieil ami de Prickly, autrefois principal de l'école mais renvoyé pour avoir voulu supprimer la récréation, il était ensuite devenu ministre de l'éducation, mais fut de nouveau renvoyé pour avoir voulu abolir la récréation à l'échelle national.
Pendant que les amis de T.J. examinent les papiers récupérés, Spinelli trouve un agenda qui mentionne le périgée lunaire. Gretchen comprend alors que la machine qu'ils ont vue est un rayon tracteur et conclut que Benedict a l'intention de l'utiliser pour déplacer la Lune lorsqu'elle approchera la Terre. T.J. et Prickly parviennent à s'évader et se rendent au bureau du principal, où ils découvrent que Benedict à l'intention de supprimer les vacances d'été en créant une nouvelle ère glaciaire permanente qui obligera les enfants à rester chez eux toute l'année. Pendant ce temps, les amis de T.J. persuadent Becky de les conduire aux camps et de rassembler tous les autres élèves de l'école, Gus est nommé commandant et concocte un plan pour infiltrer l'école.
Alors que Benedict se prépare à mettre en œuvre son plan dans l'auditorium, les élèves et les professeurs, prévenus par Muriel, tentent tous de l'arrêter. Au cours du combat qui s'ensuit, Benedict tente d'activer le faisceau lui-même mais est arrêté par Prickly, seulement pour que Benedict brise les commandes et rende le processus irréversible. T.J. demande à Vince de lancer une balle de baseball sur le canalisateur de l'appareil, ce qui la détruit, ruinant les plans de Benedict. Peu après, la police arrive à l'école pour arrêter Benedict et ses acolytes. Les amis de T.J. décident finalement de passer le reste de leur été ensemble. T.J. retourne au bureau de Prickly pour le remercier, ce dernier le remercie à son tour pour lui avoir rappelé pourquoi il est devenu enseignant à la base : pour aider les enfants. Alors que T.J. s'apprêtait à rejoindre ses amis, Prickly lui rappelle, en plaisantant, qu'il sera tout de même puni pour sa farce précédente à la rentrée.

## Fiche technique
- Titre original : Recess: School's Out
- Réalisation : Chuck Sheetz
- Scénario : Paul Germain, en:Joe Ansolabehere, Jonathan Greenberg
- Musique : Denis M. Hannigan
- Montage : Tony Mizgalski
- Producteur (délégué/associé/exécutif) : Stephen Swofford
- Production : Walt Disney Television Animation et Walt Disney Pictures
- Distribution : Buena Vista Pictures Distribution
- Durée : 82 minutes
- Dates de sortie :
  - États-Unis : 16 février 2001
  - France : 11 juillet 2001

## Distribution

### Distribution  et voix originales
- Rickey D'Shon Collins : Vincent Pierre « Vince » LaSall
- Jason Davis : Michael « Mikey » Blumberg
- Ashley Johnson : Gretchen Grundler
- Andy Lawrence : Theodore Jasper « T.J. » Detweiler
- Courtland Mead : Gastav Patton « Gus » Grizwald
- Pamela Segall : Ashley Spinelli
- Dabney Coleman : Principal Prickley
- Robert Goulet : chant de Mikey
- Melissa Joan Hart : Rebecca « Becky » Detweiler
- April Winchell : Miss Finster
- Allyce Beasley : Miss Grotke
- James Woods : Dr Philliam « Phil » Benedict
- Paul Willson : Mr. Detweiler
- Helen Slayton-Hughes : Miss Finster (scènes supprimées)

### Voix françaises
- Donald Reignoux : Theodore Jasper « T. J. » Detweiler
- Eliott Weill : Gus
- Serge Faliu : le principal Prickly
- Charlyne Pestel : Gretchen
- Ludivine Sagnier : Spinelli
- Arthur Pestel (voix parlée), Daniel Beretta (voix chantée) : Mikey
- Dimitri Rougeul : Vince
- Guy Chapellier : Dr Philliam « Phil » Benedict